# 陸師道
陸師道（1510年—1573年），字子傳，號元洲，更號五湖，南直隸蘇州府吴縣民籍長洲縣（今江蘇蘇州市）人。明代畫家。

## 生平
陸師道為嘉靖十年（1531年）應天府乡试第三十三名举人，嘉靖十七年（1538年）戊戌科会试第一百九十三名，二甲第五名進士，授工部都水司主事，改就職於禮部儀制司。不久以母親陳宜人老病，請辭歸鄉。家居十四年。拜文徵明為師，自稱弟子。後起補南京禮部，嘉靖四十四年十二月由南京禮部郎中累官尚寶司少卿，穆宗隆慶二年（1568年）九月告病回籍。归乡六年卒，年六十四。陸師道能詩、善畫、工小楷，又能寫文章，人謂“徵明四絕”。有子陸士仁，曾大量偽作其父書畫。

## 作品
《攜卷對山圖》，藏於台灣台北國立故宮博物院
《山水》軸，藏於台灣台北國立故宮博物院

## 家族
曾祖陸鏞。祖父陸瑋。父陸平。母陳氏。慈侍下。弟陸安道。